# 舞台裏映像
舞台裏映像（ぶたいうらえいぞう、behind-the-scenes 、BTS）とは映画において、「メイキング映像、making-of」や「撮影現場映像、the set」、「撮影中映像、on the set」とも呼ばれ、映画やテレビ番組の制作風景を撮影したドキュメンタリー映画の一種である。
このような映像は販促ツール（劇場公開と同時に上映される映像集や、あるいは映画のDVDやブルーレイの特典映像）として主に使用されるため、EPK（電子プレスキット、electronic press kit）ビデオと呼ばれることもある。

## 歴史
DVDの特典として、より短い舞台裏のドキュメンタリー映像がよく使われているが、これは映画の内容や制作方法、撮影スタッフのクレジットなどを知ることができるからである。時折、ジョークとして「メイキング・オブ・ザ・メイキング（making of the making-of）」を収録した映像もある。また、映画のプロモーションの一環として、テレビで放送されることもある。

## 長編映画のメイキング映像の例
- 『Burden of Dreams』：『フィツカラルド』のメイキング映画[2]。
- 『ハート・オブ・ダークネス コッポラの黙示録（英語版）』：『地獄の黙示録』のメイキング映画[3]。
- 『ロスト・イン・ラ・マンチャ』：何度も暗礁に乗り上げた作品である『テリー・ギリアムのドン・キホーテ』のメイキング・ドキュメンタリーで、結局、15年以上経ってから完成した[4]。